# Communauté de communes Lot et Tolzac
Die Communauté de communes Lot et Tolzac ist ein französischer Gemeindeverband mit der Rechtsform einer Communauté de communes im Département Lot-et-Garonne in der Region Nouvelle-Aquitaine. Sie wurde am 26. Dezember 1996 gegründet und umfasst 15 Gemeinden. Der Verwaltungssitz befindet sich im Ort Castelmoron-sur-Lot.

## Mitgliedsgemeinden
| Gemeinde                             | Einwohner 1. Januar 2022 | Fläche km² | Dichte Einw./km² | Code INSEE | Postleitzahl |
| ------------------------------------ | ------------------------ | ---------- | ---------------- | ---------- | ------------ |
| Brugnac                              | 179                      | 14,74      | 12               | 47042      | 47260        |
| Castelmoron-sur-Lot                  | 1.830                    | 23,25      | 79               | 47054      | 47260        |
| Coulx                                | 254                      | 16,32      | 16               | 47071      | 47260        |
| Hautesvignes                         | 166                      | 8,85       | 19               | 47118      | 47400        |
| Labretonie                           | 169                      | 11,80      | 14               | 47122      | 47350        |
| Laparade                             | 395                      | 16,22      | 24               | 47135      | 47260        |
| Le Temple-sur-Lot                    | 1.112                    | 16,91      | 66               | 47306      | 47110        |
| Monclar                              | 898                      | 24,02      | 37               | 47173      | 47380        |
| Montastruc                           | 233                      | 24,88      | 9                | 47182      | 47380        |
| Pinel-Hauterive                      | 572                      | 21,77      | 26               | 47206      | 47380        |
| Saint-Pastour                        | 377                      | 14,52      | 26               | 47265      | 47290        |
| Tombebœuf                            | 448                      | 18,38      | 24               | 47309      | 47380        |
| Tourtrès                             | 140                      | 11,71      | 12               | 47313      | 47380        |
| Verteuil-d’Agenais                   | 544                      | 22,42      | 24               | 47317      | 47260        |
| Villebramar                          | 109                      | 10,06      | 11               | 47319      | 47380        |
| Communauté de communes Lot et Tolzac | 7.426                    | 255,85     | 29               | –          | –            |